# Boxe aux Jeux méditerranéens de 1993
Navigation
Édition précédente Édition suivante
Les compétitions de boxe anglaise de la 12e édition des Jeux méditerranéens se sont déroulées du 16 au 27 juin 1993 à Narbonne, France.

## Résultats

### Podiums
| Catégories                    | Or                     | Argent                  | Bronze                                 |
| Poids mi-mouches (-48 kg)     | Rachid Bouaita         | Rafael Lozano           | Mohamed Haioun Hamid Berhili           |
| Poids mouches (-51 kg)        | Moustafa Hassan        | Abdellah Kouzbira       | Panagiotis Tsamis David Guerault       |
| Poids coqs (-54 kg)           | İlhan Güler            | Agathangelos Tsiripidis | Hamed Halbouni Riadh Klai              |
| Poids plumes (-57 kg)         | Vahdettin İşsever      | Giovanni Giungato       | Claude Chinon Ahmed Lemdeli            |
| Poids légers (-60 kg)         | Kamal Marjouane        | Hocine Soltani          | Bruno Wartelle Ali Trabelsi            |
| Poids super-légers (-63,5 kg) | Nurhan Süleymanoğlu    | Laureano Leyva          | Nordine Mouchi Abdellah Benbiar        |
| Poids welters (-67 kg)        | Stephane Cazeaux       | Kenan Öner              | Victor Baute Kamel Chater              |
| Poids super-welters (-71 kg)  | Almedin Fetahovic      | Malik Beyleroğlu        | Ali Abdel Latif Mohamed Gayath Tayfour |
| Poids moyens (-75 kg)         | Akın Kuloğlu           | Mohamed Lassoued        | Ahmed Dine Ioannis Kokkolis            |
| Poids mi-lourds (-81 kg)      | Sinan Şamil Sam        | Vasilikos Paris         | Giacobbe Fragomeni Mohamed Benguesmia  |
| Poids lourds (-91 kg)         | Georgios Stefanopoulos | Stéphane Allouane       | Ahmed Sarir Fikret Güneş               |
| Poids super-lourds (+91 kg)   | Christophe Mendy       | Said Ahmed el-Sayed     | Paolo Vidoz Pero Sakota                |

### Tableau des médailles
| Place | Pays               | Médaille d'or | Médaille d'argent | Médaille de bronze | Total |
| ----- | ------------------ | ------------- | ----------------- | ------------------ | ----- |
| 1     | Turquie            | 5             | 2                 | 1                  | 8     |
| 2     | France             | 3             | 1                 | 4                  | 8     |
| 3     | Grèce              | 1             | 2                 | 2                  | 5     |
| 4     | Maroc              | 1             | 1                 | 4                  | 6     |
| 5     | Égypte             | 1             | 1                 | 1                  | 3     |
| 6     | Bosnie-Herzégovine | 1             | 0                 | 0                  | 1     |
| 7     | Espagne            | 0             | 2                 | 1                  | 3     |
| 8     | Algérie            | 0             | 1                 | 3                  | 4     |
| 8     | Maroc              | 0             | 1                 | 3                  | 4     |
| 10    | Italie             | 0             | 1                 | 2                  | 3     |
| 11    | Syrie              | 0             | 0                 | 2                  | 2     |
| 12    | Croatie            | 0             | 0                 | 1                  | 1     |
| Total | 12 pays médaillés  | 12            | 12                | 24                 | 48    |